# 莎車

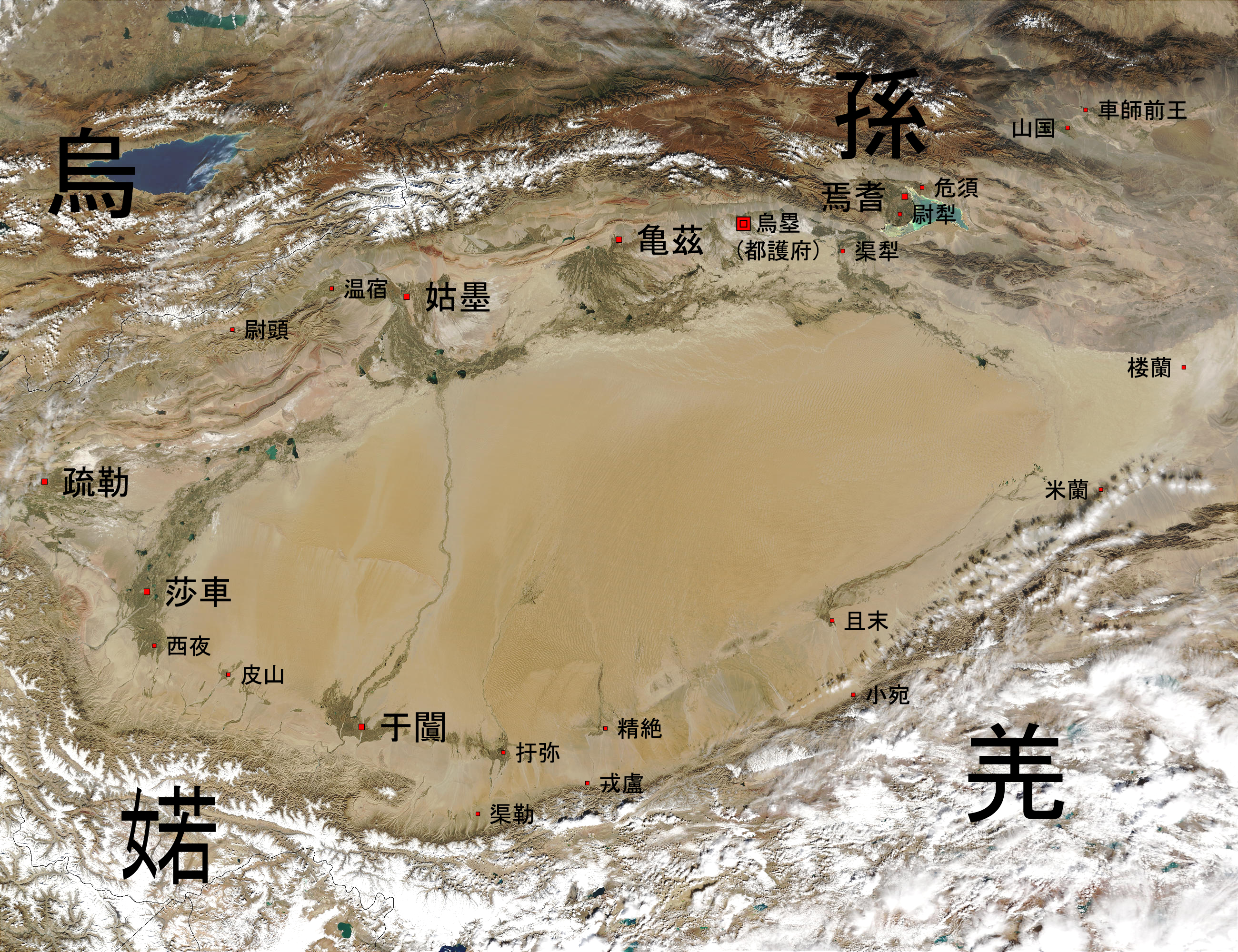
紀元前1世紀の西域諸国。

莎車（呉音：さこ、漢音：さきょ、拼音：Shāchē）は、中国にかつて存在したオアシス都市国家。現在の中華人民共和国新疆ウイグル自治区カシュガル地区ヤルカンド県にあたり、タリム盆地の西に位置する。一時期はタリム盆地一帯を支配したこともあった。

## 歴史

### 前漢の時代
匈奴の冒頓単于がモンゴル高原を統一すると、次いでトルファン盆地、さらにはタリム盆地の城郭都市をも支配下に置いた。
莎車国は他の西域諸国とともに匈奴の属国となり、匈奴の西辺日逐王は僮僕都尉を置いて、西域を統領させ、常に焉耆国・危須国・尉犁国の間に駐屯し、西域諸国に賦税し、富給を取った。
前漢の武帝の時期になると、匈奴の力が衰え、河西回廊からタリム盆地は漢の支配下となり、莎車国も漢に従属する。
宣帝（在位：前73年 - 前49年）の時期、莎車王が子が無いまま死んだので、莎車国人は王が生前可愛がっていた烏孫公主の次男の万年を莎車王に擁立すべく、漢に上書した。漢はこれを許可し、当時漢に人質となっていた万年を莎車王とした。しかし、万年は暴悪だったので、元莎車王の弟の呼屠徴に殺され、呼屠徴が自ら莎車王となった。呼屠徴はさっそく西域諸国と盟約し漢に背いた。
元康元年（前65年）、衛候の馮奉世は節を持って西域諸国の兵を発し、これを撃ち殺し、元莎車王の弟の子を立てて莎車王とした。

### 新の時代
新の天鳳2年（15年）、五威将の王駿・西域都護の李崇は莎車と亀茲の兵7千余人を率いて、焉耆を討伐した。
匈奴の単于（ぜんう）は王莽の乱によって、西域を侵略したが、唯一、莎車王の延が最強だったので服属できなかった。
天鳳5年（18年）、延が死に、忠武王と諡され、子の康が代わって莎車王となった。

### 後漢の時代（賢の登場）

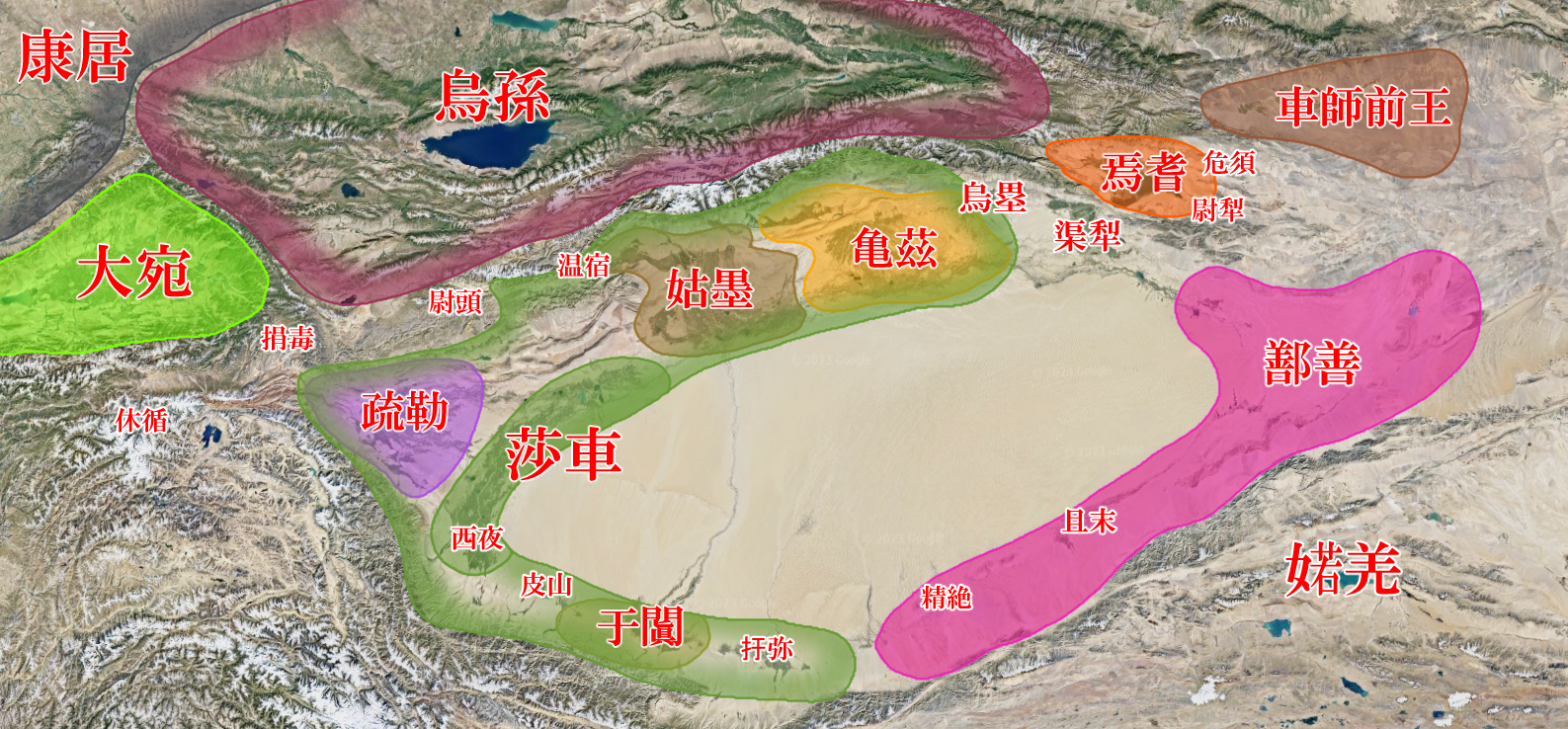
1世紀のタリム盆地

光武帝の初め、康は傍国を率いて匈奴を防いだ。建武5年（29年）、河西大将軍の竇融は、康を漢莎車建功懐徳王・西域大都尉とし、55国を服属させた。
建武9年（33年）、康が死に、宣成王と諡された。代わって弟の賢が立ち、拘弥国と西夜国を攻撃してその王を殺し、康の2人の子を立ててそれぞれ拘弥王・西夜王とした。
建武14年（38年）、賢は鄯善王の安と後漢に朝貢し、西域と漢はふたたび国交を結んだ。葱嶺以東の諸国は皆賢に服属した。
建武17年（41年）、賢はふたたび漢に朝貢し、以前のように西域都護を置くよう請うた。そこで、光武帝は賢に西域都護の印綬を賜わったが、敦煌太守の裴遵は「夷狄に大権を仮すべきではありません、諸国を失望させることにもなる」と上書し、詔書で西域都護の印綬を返還させ、賢には漢大将軍の印綬を賜わった。しかし、裴遵はこれを迫奪したため、賢は漢を恨むようになった。そして、賢は大都護と詐称し、西域諸国を服属させ、さらに単于と号した。賢は周辺国に重税を課し、亀茲諸国を何度か攻撃したので、諸国は賢を恐れた。
建武21年（45年）冬、車師前王・鄯善・焉耆等18国は共に侍子を送り、珍宝を献じて、西域都護を置くよう懇願した。光武帝は中国を平定したばかりで、北辺はまだ服従していなかったので、送られてきた侍子を還し、厚く賞を賜うだけにとどめた。この時の賢は自分の兵が強いことを自負し、西域諸国をすべて併合すべく、攻撃を増していった。
建武22年（46年）、賢は西域都護が派遣されないのを知ると、鄯善王の安に漢道の絶通を命令した。安はその命令を無視して賢の使者を殺した。賢は大いに怒り、兵を発して鄯善を攻撃した。安は迎撃したが敗北し、山中に逃げ込んだ。賢は千余人を殺略して退去した。その冬、賢はふたたび亀茲王を攻め殺し、遂に亀茲国を併合した。鄯善・焉耆諸国の侍子は久しく敦煌に留まっており、鄯善王は上書し、ふたたび遣子入侍と、西域都護の派遣を請願した。しかし、それでも西域都護は派遣されないので、今度は匈奴に救いを求め、鄯善と車師はふたたび匈奴に附くこととなった。
嬀塞王が賢の使者を殺したので、賢はこれを撃ち滅ぼし、その国の貴人である駟鞬を立てて嬀塞王とした。さらに賢はその子の則羅を立てて亀茲王とした。賢は則羅が年少なので、亀茲から分けて烏塁国とし、駟鞬を烏塁王に移し、別の貴人を立てて嬀塞王とした。数年して、亀茲国人は共に則羅と駟鞬を殺し、匈奴に遣使を送って立王を請願した。匈奴は亀茲貴人の身毒を立てて亀茲王とし、亀茲はこれによって匈奴に服属した。
賢は大宛の貢税が滅少したので、自ら諸国兵数万人を率いて大宛を攻撃、大宛王の延留は迎降したので、賢は国に還り、拘弥王の橋塞提を移して大宛王とした。しかし、康居が数度これを攻めたので、橋塞提は在位数年で大宛王を退位し、ふたたび拘弥王に戻り、賢は延留を遣わして大宛に戻した。賢はまた于窴王の兪林を移して驪帰王とし、その弟の位侍を立てて于窴王とした。数年後、賢は西域諸国の造反を疑い、于窴王の位侍・拘弥王の橋塞提・姑墨王・子合王を招いて殺し、王を置かなくなった。位侍の子の戎は漢に亡命し、守節侯に封ぜられた。
永平3年（60年）、于窴の将の休莫覇は莎車に叛き、自ら立って于窴王となる。そこで賢は太子と国相を遣わし、諸国兵2万人で休莫覇を撃った。休莫覇は迎撃し、莎車兵を敗走させ、万余人を殺した。賢はふたたび諸国兵数万を発し、休莫覇を撃った。休莫覇はふたたびこれを破り、過半数を斬殺し、賢は単身で帰国。休莫覇の軍は進んで莎車を包囲したが、流れ矢にあたって死んだので、兵は撤退した。
于窴国相の蘇楡勒らは共に休莫覇の兄の子の広徳を立てて王とした。匈奴は亀茲諸国と共に莎車を攻撃し、広徳は弟の輔国侯の仁を派遣して賢を攻めた。賢は遣使を送って広徳と和睦し、広徳は兵を引いた。明年、莎車相の且運らは賢の驕暴を患い、密かに謀反を起こして于窴に降った。于窴王の広徳は諸国の兵3万人を率いて莎車を攻撃。賢は城を守っていたが、広徳の挑発に乗り、出てきたところを捕えられた。于窴は莎車を併合し、賢は数年後に殺された。

### 賢の死後
匈奴は広徳が莎車を滅ぼしたと聞き、五将を遣わし焉耆・尉犁・亀茲15国の兵3万で于窴を包囲した。広徳は降伏し、その太子を人質とし、匈奴に服属した。冬、匈奴はふたたび兵を遣わし、賢の質子の不居徴を立てて莎車王とし、広徳はまたこれを攻め殺し、その弟の斉黎を立てて莎車王とした。
元和3年（86年）、漢の西域将兵長史の班超は西域諸国の兵を発して莎車を撃ち、これを大破した。これによって莎車は漢に降った。
安帝の元初3年（116年）、莎車国が于窴国に叛いて疏勒国に属すと、疏勒国は強盛を誇って亀茲国・于窴国と敵対するようになる。以後、疏勒国に属す。

### 三国時代
三国時代の歴史書『魏略』西戎伝には、「疏勒国は楨中国・莎車国・竭石国・渠沙国・西夜国・依耐国・満犁国・億若国・楡令国・損毒国・休脩国・琴国の国々を并属させていた」とある。

### 南北朝時代

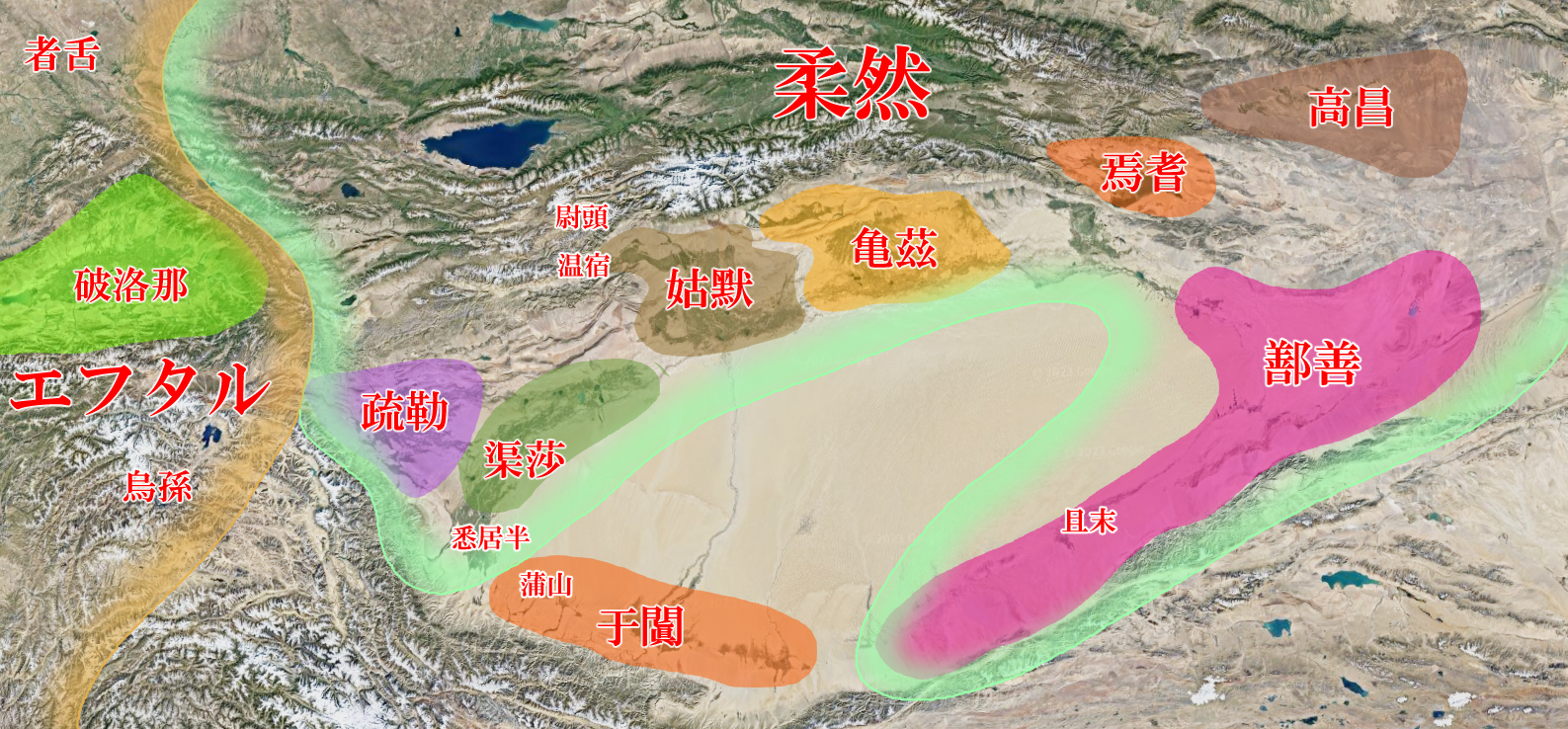
5世紀のタリム盆地の勢力図

北魏の時代になると、莎車国は渠沙国と呼ばれ、旧莎車城を都とし、子合国の西北に在ったという。
これ以後も疏勒国に属し、莎車国としては現れなくなる。

## おもな莎車王
前漢
- 万年…烏孫王翁帰靡の子
- 呼屠徴…元莎車王の弟
- 元莎車王の弟の子

後漢
- 忠武王（延）
- 宣成王（康）…延の子
- 賢…康の子
- 不居徴…賢の子
- 斉黎（？ - 86年）…不居徴の弟